# Hemerodromia maia
Hemerodromia maia är en tvåvingeart som beskrevs av Jones 1940. Hemerodromia maia ingår i släktet Hemerodromia och familjen dansflugor.
Artens utbredningsområde är Kenya. Inga underarter finns listade i Catalogue of Life.